# Canhão sem recuo M20

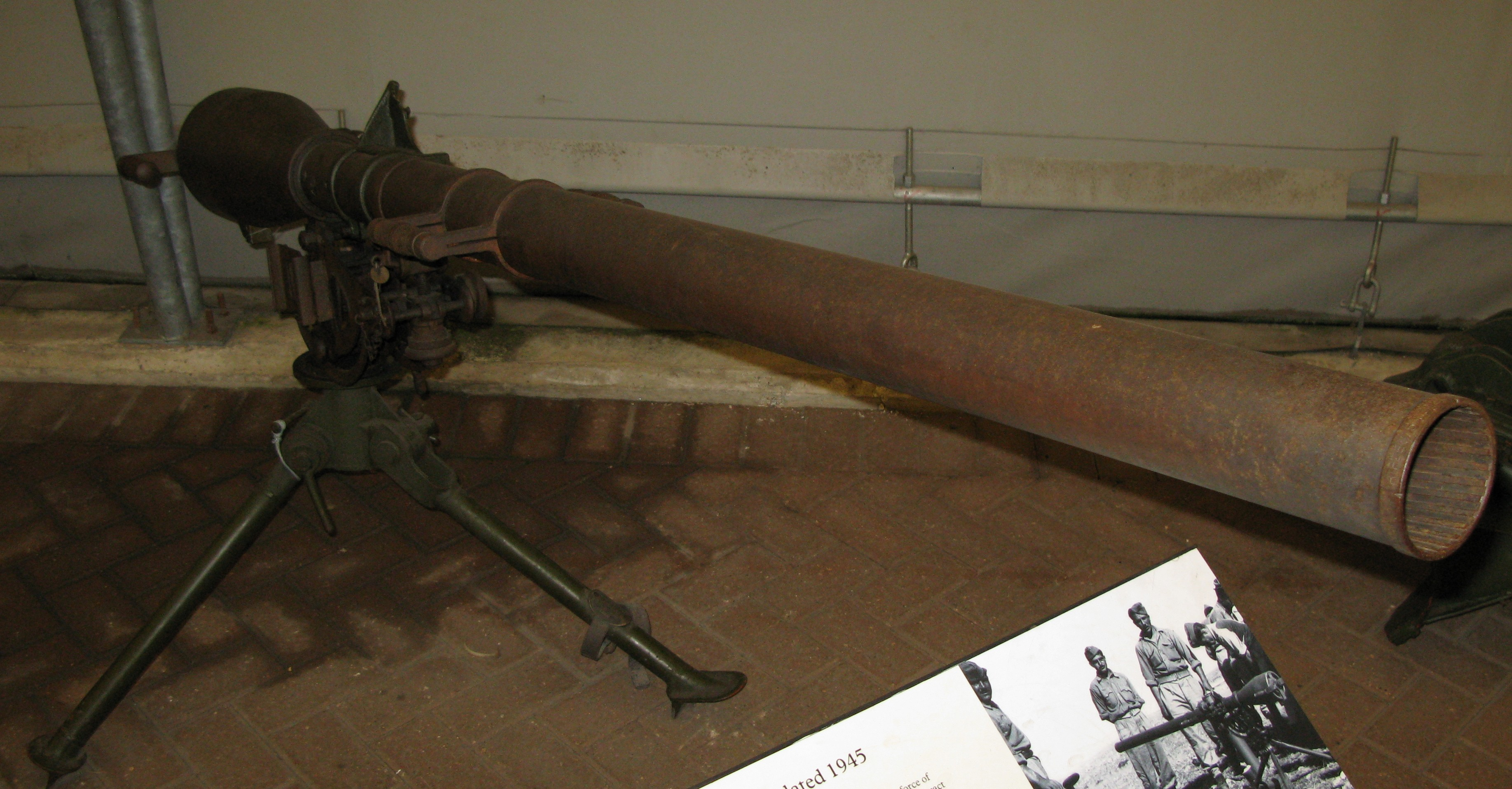
Um canhão sem recuo M20 em exibição no Royal Armouries em Fort Nelson.

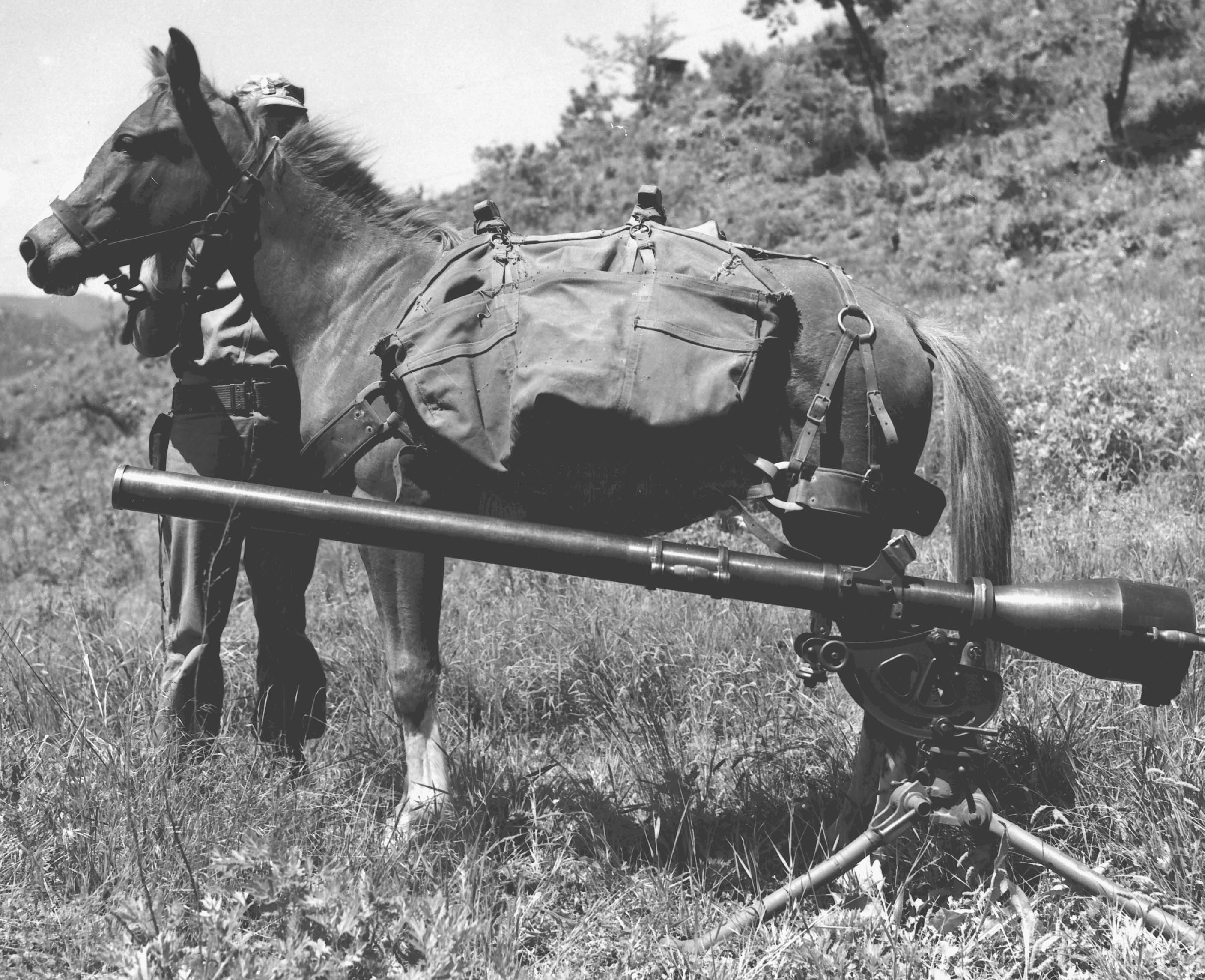
O Sargento Reckless, um cavalo de guerra condecorado servindo em um pelotão de canhões sem recuo do Corpo de Fuzileiros Navais dos EUA na Guerra da Coréia, está ao lado de um canhão sem recuo de 75mm.

O canhão sem recuo M20 é um canhão sem recuo americano T21E12 de calibre 75mm que foi usado durante os últimos meses da Segunda Guerra Mundial e extensivamente durante a Guerra da Coréia. Poderia ser disparado de um tripé de metralhadora calibre .30 M1917A1 ou de um suporte de veículo, normalmente um Jeep. Sua ogiva de carga oca, também conhecida como HEAT, era capaz de penetrar 100mm de blindagem. Embora a arma tenha se mostrado ineficaz contra o tanque T-34 durante a Guerra da Coréia e a maioria dos outros tanques, ela foi usada principalmente como uma arma de apoio aproximado de infantaria para enfrentar todos os tipos de alvos, incluindo infantaria e veículos com blindagem leve. O M20 provou ser útil contra casamatas e outros tipos de fortificações de campanha. Ele tinha uma elevação de −27° a +65° e um movimento transversal de 360º.

## História
Durante a Segunda Guerra Mundial, as forças armadas dos EUA reconheceram que, devido aos avanços na tecnologia de blindagem por parte das forças inimigas, era necessária uma poderosa arma leve para defender a infantaria e as unidades blindadas leves. A Divisão de Armas Portáteis do Departamento de Material Bélico iniciou o desenvolvimento de um canhão sem recuo e, em 1944, modelos de um canhão sem recuo 75mm estavam sendo testados. A produção do M20 começou em março de 1945; apenas um número limitado foi usado pelas tropas aliadas nos teatros da Europa e do Pacífico.
O M20 dependia de um invólucro de artilharia perfurado, combinado com uma culatra ventilada traseira usando gases propulsores do disparo de um projétil, para reduzir significativamente o recuo da arma. Foi esta utilização de gases propulsores ventilados que eliminou a necessidade de um sistema de recuo, reduzindo assim o peso do lançador e melhorando a sua utilização como arma ligeira de infantaria.
O M20 foi uma das principais armas antitanques utilizadas pelas forças armadas americanas nos primeiros dias da Guerra da Coréia junto com a Bazuca de 2,36 polegadas. No entanto, o canhão sem recuo não conseguiu destruir nenhum T-34-85 norte-coreano durante a Batalha de Osan em 5 de julho de 1950. Após o emprego da Super Bazooka M20 de 3,5 polegadas em meados de julho, o canhão sem recuo M20 não funcionava mais como arma antitanque e foi usado como arma de apoio à infantaria. Era uma arma muito eficaz para destruir bunkers e trincheiras inimigas, com fácil transporte, beneficiada pelo peso leve e ao mesmo tempo proporcionando grande poder de fogo.
Canhões sem recuo, como o M20, também foram usados com sucesso em grande número por ambos os lados na Primeira Guerra da Indochina (1946–54). Os franceses o utilizaram também no Batalhão da Coréia e na Guerra da Argélia. Eles foram eliminados após serem substituídos por mísseis filo-guiados, que foram introduzidos durante a Guerra do Vietnã nas décadas de 1960 e 1970. Até que os estoques de munição se esgotassem na década de 1990, os canhões sem recuo M20 foram usados para iniciar avalanches controladas pelo Serviço Florestal Nacional dos EUA e pelo Serviço de Parques Nacionais.
A China também produziu cópias não licenciadas, conhecidas como Tipo 52 e Tipo 56 (uma versão atualizada que poderia disparar projéteis HEAT estabilizados com barbatana). Essas versões foram amplamente utilizadas pelo Exército Popular Vietnamita (EPV) e guerrilheiros vietcongues na Guerra do Vietnã e também há fotos sugerindo seu uso por guerrilheiros e milícias na Guerra Civil Libanesa (1975-1990), como a milícia do Movimento Amal.

## Usuários
- Albânia: Tipo 56[7]
- Argentina: M20[8]
- Brasil: M20[8]
- Burkina Faso: Tipo 52[8]
- Burundi: Tipo 52[8]
- Camarões: Tipo 52[9]
- Colômbia: M20[8]
- República Democrática do Congo: M20[8]
- República Popular da China: Tipo 52 e Tipo 56[8]
- El Salvador[8]
- Império Etíope: M20, usado pelo Batalhão Kagnew[10]
- França
- Guiné-Bissau: Tipo 52[8]
- Indonésia: Tipo 52 e Tipo 56 usado pelo Corpo de Fuzileiros Navais da Indonésia[11]
- Líbano
- Mauritânia: M20[8]
- Myanmar:Ambos M20 americanos e Tipo 52 e Tipo 56 chineses
- Países Baixos[12]
- Níger: M20[8]
- Paquistão: Tipo 52[8]
- Paraguai: M20[8]
- Filipinas: M20[8]
- Arábia Saudita: M20[8]
- Coréia do Sul: As Forças Armadas da Coréia do Sul começaram a receber os M20 dos EUA em 1951, e 601 estavam em serviço com o  exército pelo final da Guerra da Coréia.[2]
- Tanzânia: Tipo 52[8]
- Togo: Tipo 56[8]
- Estados Unidos
- Vietnã: Tipo 52 e Tipo 56[8]
- Vietnã do Sul: M20[13]
- Turquia: M20,[14] 617 unidades.
- Iêmen: M20[8]
- Iugoslávia: M20[8]
- Zâmbia: M20[8]